# 擺渡人 (2016年電影)
《摆渡人》（英語：See You Tomorrow）由張嘉佳與王家衛担任编剧的愛情电影，改編自張嘉佳的原創作品《從你的全世界路過》的其中一個短篇小說；影片由張嘉佳掛名導演，但監製王家衛亦有分擔導演工作，影片並由梁朝偉、金城武、Angelababy、陳奕迅及張榕容主演。

## 劇情
故事的主線
- 陳末為什麼成為了酒吧擺渡人，同時在十年前的一場意外釀成了心病。
- 管春與毛毛在十年前的愛情故事；十年後毛毛重回大哥餅王開店。
- 讲述了一个独立又充满侠气的都市女孩小玉暗恋歌手马力的故事。

## 演員表
| 演员       | 角色         | 备注                                 |
| 梁朝偉     | 陳末         | 金牌擺渡人 擺渡酒吧老闆              |
| 金城武     | 管春         | 擺渡酒吧房東                         |
| Angelababy | 小玉         | 擺渡人酒吧的邻居，暗戀馬力的粉絲     |
| 陳奕迅     | 馬力         | 知名歌手                             |
| 鹿晗       | 馬力(青少年) | 知名歌手                             |
| 張榕容     | 毛毛         | 管春少時女友，卖饼的店主             |
| 熊黛林     | 江潔         | 馬力的未婚妻，后与马力分手           |
| 杜鵑       | 何木子       | 陳末女友                             |
| 李宇春     | 十三妹       | 友情客串，山雞哥之妹，陳末摆渡的对象 |
| 柳岩       | 女客人       | 陳末的朋友                           |
| 马苏       | 阿嫂         | 擺渡酒吧股東                         |
| 李璨琛     | 山雞哥       | 黑帮人物，十三妹的哥哥               |
| 賈玲       | 胖妞         | 准备结婚的女人，陳末摆渡的对象       |
| 大鹏       | 老胡         | 陳末的死黨                           |
| 崔志佳     | 小馬哥       | 擺渡酒吧股東                         |
| 金士傑     | 餅神         | 毛毛大伯                             |
| 喜翔       | 餅王         | 毛爸                                 |
| 鄭開元     | 毛弟         | 保護毛毛，避免再受傷害               |
| 林郁智     | 主持人       | 九洞高爾夫第一洞主持人               |
| 歐漢聲     | 主持人       | 九洞高爾夫第八洞主持人               |
| 柯佳嬿     | 酒吧客人     | 擺渡酒吧裡的失業客人                 |
| 刘奕畅     | 小北         | 厨师                                 |

## 製作
《擺渡人》是阿里影業成立後的首部投資電影，並在上海市、南京市取景。张嘉佳说他想要用周星驰的方式拍一部王家卫的电影，王家卫对此的解释是：「《摆渡人》的外壳是喜剧，因为喜剧最容易传递快乐；《摆渡人》的内核是情感，因为它会让你在疲惫一年之后，想起那个最暖心的时刻。」

## 爭議
人民日报批豆瓣、猫眼：恶评伤害电影产业，掀起轩然大波。

## 票房
中国大陆累计4.82亿人民币。
台灣票房方面，最終票房4739萬元新台幣。

## 電影歌曲
- 陳奕迅《讓我留在你身邊》
- 陳奕迅《不如這樣》
- 梁朝偉&李宇春《十年》
- 袁小迪《重出江湖》
- 葉啟田《愛拚才會贏》
- 蔡琴《被遺忘的時光》
- 王傑《傷心1999》
- 黃乙玲《海波浪》
- 鄭伊健《甘心替代你》
- beyond《喜歡你》
- beyond《光輝歲月》

## 奬項及提名
| 年度 | 颁奖典礼                   | 奖项             | 姓名                                             | 结果 |
| ---- | -------------------------- | ---------------- | ------------------------------------------------ | ---- |
| 2017 | 第23屆香港電影評論學會大獎 | 最佳女演員       | 張榕容                                           | 提名 |
| 2017 | 第23屆香港電影評論學會大獎 | 推薦電影         | 《擺渡人》                                       | 獲獎 |
| 2017 | 第11屆亞洲電影大獎         | 最佳女配角       | 熊黛林                                           | 提名 |
| 2017 | 第11屆亞洲電影大獎         | 最佳造型設計     | 張叔平、張兆康                                   | 提名 |
| 2017 | 第11屆亞洲電影大獎         | 最佳美術指導     | 邱偉明                                           | 提名 |
| 2017 | 第11屆亞洲電影大獎         | 最佳視覺效果     | Perry Kain、林哲民 (視覺特效導演)、Thomas Reppen | 提名 |
| 2017 | 第八屆金掃帚獎             | 最令人失望影片   | 《擺渡人》                                       | 獲獎 |
| 2017 | 第八屆金掃帚獎             | 最令人失望編劇   | 張嘉佳、王家衛                                   | 獲獎 |
| 2017 | 第八屆金掃帚獎             | 最令人失望新導演 | 張嘉佳                                           | 提名 |
| 2017 | 微博之星2016               | 微博給力電影     | 《擺渡人》                                       | 提名 |
| 2017 | 微博之星2016               | 微博給力女主角   | Angelababy                                       | 提名 |
| 2017 | 第36屆香港電影金像獎       | 最佳攝影         | 鮑德熹、曹郁                                     | 獲獎 |
| 2017 | 第36屆香港電影金像獎       | 最佳剪接         | 胡大為                                           | 提名 |
| 2017 | 第36屆香港電影金像獎       | 最佳美術指導     | 邱偉明                                           | 獲獎 |
| 2017 | 第36屆香港電影金像獎       | 最佳服裝造型設計 | 張叔平、張兆康                                   | 提名 |
| 2017 | 第36屆香港電影金像獎       | 最佳音響效果     | Robert MacKenzie                                 | 提名 |
| 2017 | 第36屆香港電影金像獎       | 最佳原創電影音樂 | Nathaniel Mechaly                                | 提名 |
| 2017 | 第36屆香港電影金像獎       | 最佳原創電影歌曲 | 陳奕迅《讓我留在你身邊》                         | 提名 |
| 2017 | 第54屆金馬獎               | 最佳男主角       | 金城武                                           | 提名 |
| 2017 | 第54屆金馬獎               | 最佳改編劇本     | 王家衛、张嘉佳                                   | 提名 |
| 2017 | 第54屆金馬獎               | 最佳攝影         | 鮑德熹、曹郁                                     | 提名 |
| 2017 | 第54屆金馬獎               | 最佳視覺效果     | 林哲民 (視覺特效導演)、Perry KAIN、Thomas REPPEN | 獲獎 |
| 2017 | 第54屆金馬獎               | 最佳美術設計     | 邱偉明                                           | 獲獎 |
| 2017 | 第54屆金馬獎               | 最佳造型設計     | 張叔平、張兆康                                   | 獲獎 |
| 2017 | 第54屆金馬獎               | 最佳原創電影歌曲 | 陳奕迅《讓我留在你身邊》                         | 提名 |